# Disappear (Tonight Alive)
Disappear è un singolo del gruppo musicale australiano Tonight Alive, il terzo estratto dal loro quarto album in studio Underworld, pubblicato il 4 dicembre 2018 dalla UNFD e dalla Hopeless Records. Il brano vede la partecipazione vocale di Lynn Gunn, cantante del gruppo musicale statunitense PVRIS.

## La canzone
Il brano è stato composto dalla cantante Jenna McDougall e dal chitarrista Whakaio Taahi insieme a Lynn Gunn mentre quest'ultima era a Nashville per un tour con i PVRIS; ritrovatisi insieme nello stesso posto dopo parecchio tempo, i tre hanno scritto il testo in mezza giornata. Parlando della concezione di Disappear, McDougall dice:
Aggiunge inoltre che i temi che hanno principalmente ispirato lo stile di Disappear sono l'avere sogni non comuni agli altri, il trovarsi in una situazione isolata e avere una prospettiva diversa, vivere in una piccola città e vivere fuori dal mondo.
Lynn Gunn ha invece detto:
Prima di essere reso disponibile per l'acquisto in formato digitale, Disappear ha debuttato in anteprima sull'emittente radio britannica BBC Radio 1.

## Video musicale
Il videoclip del brano è stato diretto, come i due precedenti singoli estratti da Underworld, da Neal Walters.

## Tracce
Testi e musiche di Jenna McDougall, Whakaio Taahi e Lynn Gunn.
1. Disappear – 3:42

## Formazione
Tonight Alive
- Jenna McDougall – voce
- Whakaio Taahi – chitarra solista, tastiera, programmazione
- Jake Hardy – chitarra ritmica
- Cam Adler – basso
- Matt Best – batteria, percussioni

Altri musicisti
- Lynn Gunn – voce, programmazione
- Dave Petrovic – tastiera, programmazione